# André Mourlon
Pour les articles homonymes, voir Mourlon.
André Mourlon  (né le 9 octobre 1903 à Paris - mort le 31 juillet 1970 à Paris) est un athlète français spécialiste du sprint.
Licencié à l'UAI de Paris, il remporte neuf titres de champion de France en plein air de 1922 à 1929. Titré trois fois sur 100 m de 1923 à 1925, il s'adjuge six victoires sur 200 m, de 1922 à 1926 et en 1929. Sélectionné 30 fois en équipe de France A, André Mourlon participe à deux Jeux olympiques successifs, s'illustrant notamment dans l'épreuve du relais 4 × 100 mètres en prenant la cinquième place en 1924 et la quatrième place en 1928. Il atteint également les demi-finales du 200 m en 1924.
Ses records personnels sont de 10 s 6 sur 100 m (1927) et 21 s 6 sur 200 m (1924). Cette dernière performance constitue par ailleurs le premier record de France du 200 m homologué par la Fédération française d'athlétisme.
Il est le frère cadet de René Mourlon, vice-champion olympique du relais 4 × 100 m en 1920 ; une piscine du 15e arrondissement de Paris porte le nom des deux frères.

## Palmarès
| Date | Compétition     | Lieu      | Résultat | Discipline |
| ---- | --------------- | --------- | -------- | ---------- |
| 1924 | Jeux olympiques | Paris     | 5e       | 4 × 100 m  |
| 1928 | Jeux olympiques | Amsterdam | 4e       | 4 × 100 m  |

- Championnats de France en plein air :
  - 100 m : 1923, 1924 et 1925.
  - 200 m : 1922, 1923, 1924, 1925, 1926, 1929.